# Saurogobio
Genre
Saurogobio est un genre de poissons téléostéens de la famille des Cyprinidae et de l'ordre des Cypriniformes.

## Liste des espèces
Selon FishBase (20 novembre 2016) :
- Saurogobio dabryi Bleeker, 1871
- Saurogobio dumerili Bleeker, 1871
- Saurogobio gracilicaudatus Yao & Yang, 1977[2]
- Saurogobio gymnocheilus Lo, Yao & Chen, 1998
- Saurogobio immaculatus Koller, 1927
- Saurogobio lissilabris Bănărescu & Nalbant, 1973
- Saurogobio xiangjiangensis Tang, 1980